# Pehlad Pur Bangar
Pehlad Pur Bangar es una ciudad censal situada en el distrito de Delhi noroeste,  en el territorio de la capital nacional,  Delhi (India). Su población es de  22968 habitantes (2011). 

## Demografía
Según el censo de 2011 la población de Pehlad Pur Bangar era de 22968 habitantes, de los cuales 12612 eran hombres y 10356 eran mujeres. Pehlad Pur Bangar tiene una tasa media de alfabetización del 77,81%, inferior a la media estatal del 86,21%: la alfabetización masculina es del 84,34%, y la alfabetización femenina del 69,79%.